# Сан-Мартін (регіон)
Сан-Мартін (ісп. San Martín) — один з 25 регіонів Перу. Знаходиться на півночі країни. На півночі і сході межує з регіоном Лорето, на півдні — з регіоном  Уануко, на заході — з регіонами Ла- Лібертад і Амазонас. Площа регіону 51 253,31 км². Населення 728 808 чоловік (2007). Адміністративний центр регіону — місто Мойобамба.

## Адміністративний поділ

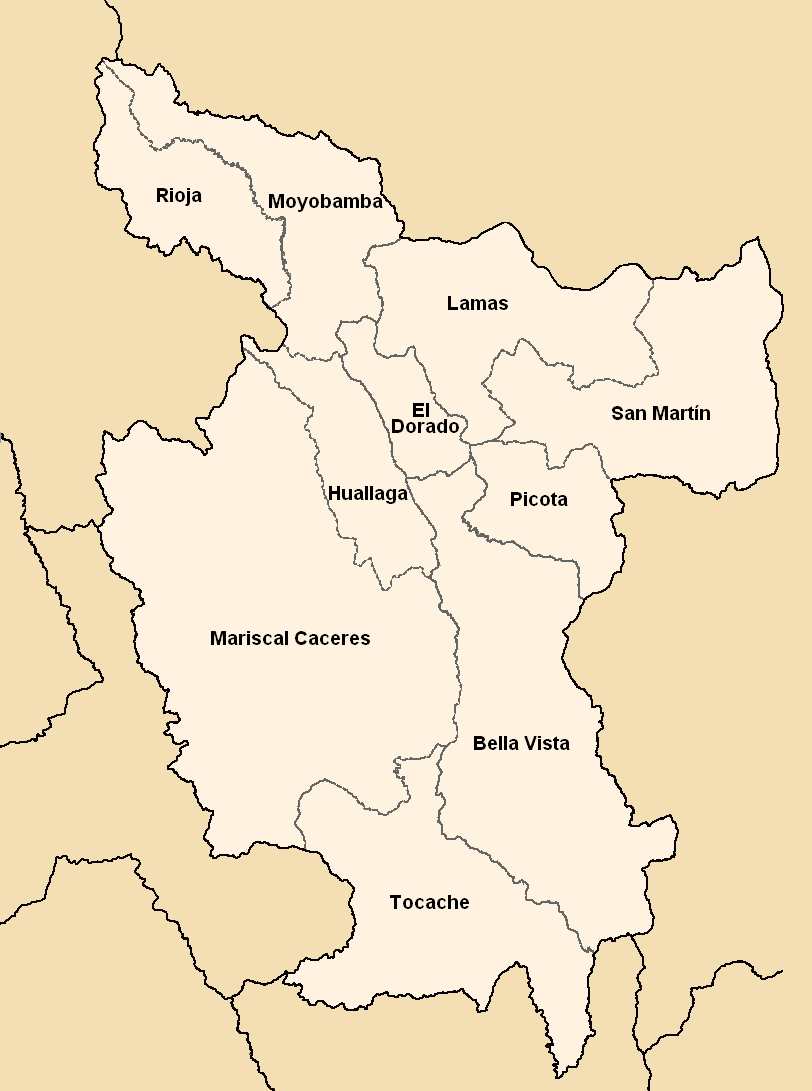
Провінції регіону Сан-Мартін.

Регіон складається з 10 провінцій, які поділяються на 78 округів:
| №  | Провінція                            | Адміністративний центр              |
| -- | ------------------------------------ | ----------------------------------- |
| 1  | Бельявіста (Bellavista)              | Бельявіста (Bellavista)             |
| 2  | Ламас (Lamas)                        | Ламас (Lamas)                       |
| 3  | Марискаль-Касерес (Mariscal Cáceres) | Хуанхуі (Juanjuí)                   |
| 4  | Мойобамба (Moyobamba)                | Мойобамба (Moyobamba)               |
| 5  | Пікота (Picota)                      | Пікота (Picota)                     |
| 6  | Ріоха (Rioja)                        | Ріоха (Rioja)                       |
| 7  | Сан-Мартін (San Martín)              | Тарапото (Tarapoto)                 |
| 8  | Токаче (Tocache)                     | Токаче (Tocache Nuevo)              |
| 9  | Уальяга (Huallaga)                   | Сапосоа (Saposoa)                   |
| 10 | Ель-Дорадо (El Dorado)               | Сан-Хосе-де-Сіса (San José de Sisa) |

| Перу | Це незавершена стаття з географії Перу. Ви можете допомогти проєкту, виправивши або дописавши її. |